# Gấu đen Bắc Mỹ
Gấu đen Bắc Mỹ (danh pháp hai phần: Ursus americanus) là một loài gấu kích thước trung bình có nguồn gốc ở Bắc Mỹ. Nó là loài gấu nhỏ nhất và phổ biến nhất của châu lục này. Gấu đen Bắc Mỹ là loài ăn tạp với chế độ ăn khác nhau đáng kể tùy thuộc vào mùa và vị trí sinh sống. Chúng thường sống ở khu vực chủ yếu là rừng, nhưng lại rời khỏi rừng để tìm kiếm thức ăn. Đôi khi chúng xâm nhập vào các cộng đồng dân cư vì sự sẵn có thức ăn cho chúng. Gấu đen Bắc Mỹ thường đánh dấu trên các cây bằng cách sử dụng răng và móng vuốt của chúng như là một hình thức giao tiếp với những con gấu khác, một hành vi phổ biến của nhiều loài gấu.
Gấu đen Bắc Mỹ là loài gấu phổ biến nhất trên thế giới. Nó được liệt kê như là loài ít quan tâm trong danh mục của IUCN, do sự phổ biến rộng rãi của nó và số lượng toàn cầu lớn với ước tính gấp đôi so với tổng số tất cả các loài gấu khác cộng lại. Cùng với gấu nâu, nó là một trong hai loài duy nhất trong số tám loài gấu hiện đại được xem như là không bị đe dọa tuyệt chủng trên toàn cầu theo đánh giá của IUCN. Ngày nay, số lượng gấu đen ở châu Mỹ được ước tính vào khoảng 850.000 đến 950.000 cá thể.

### Nguồn gốc

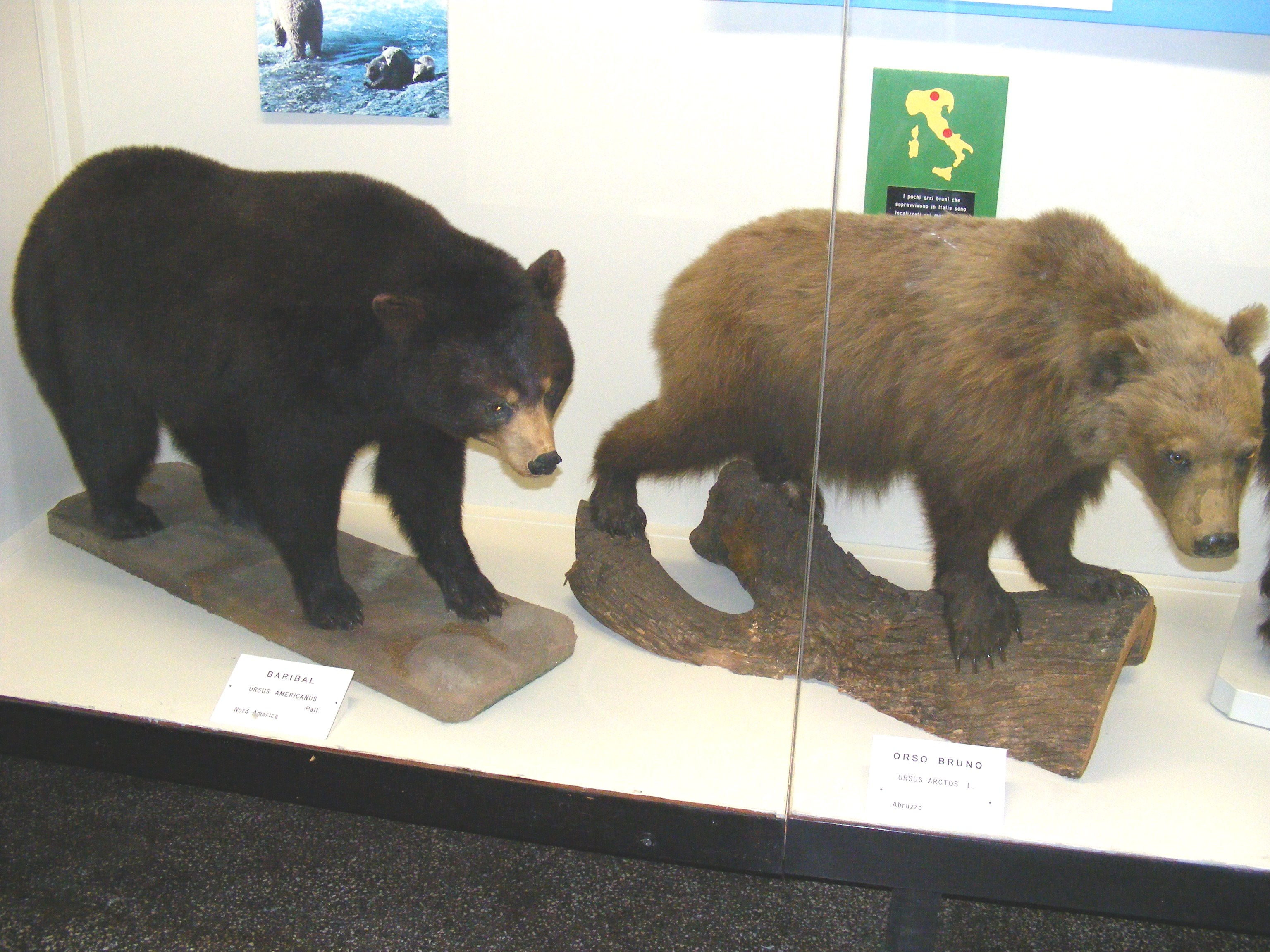
Gấu đen với gấu nâu. Gấu đen nhỏ hơn, hộp sọ ít lõm hơn, vuốt ngắn hơn và không có bướu vai

### Các phân loài

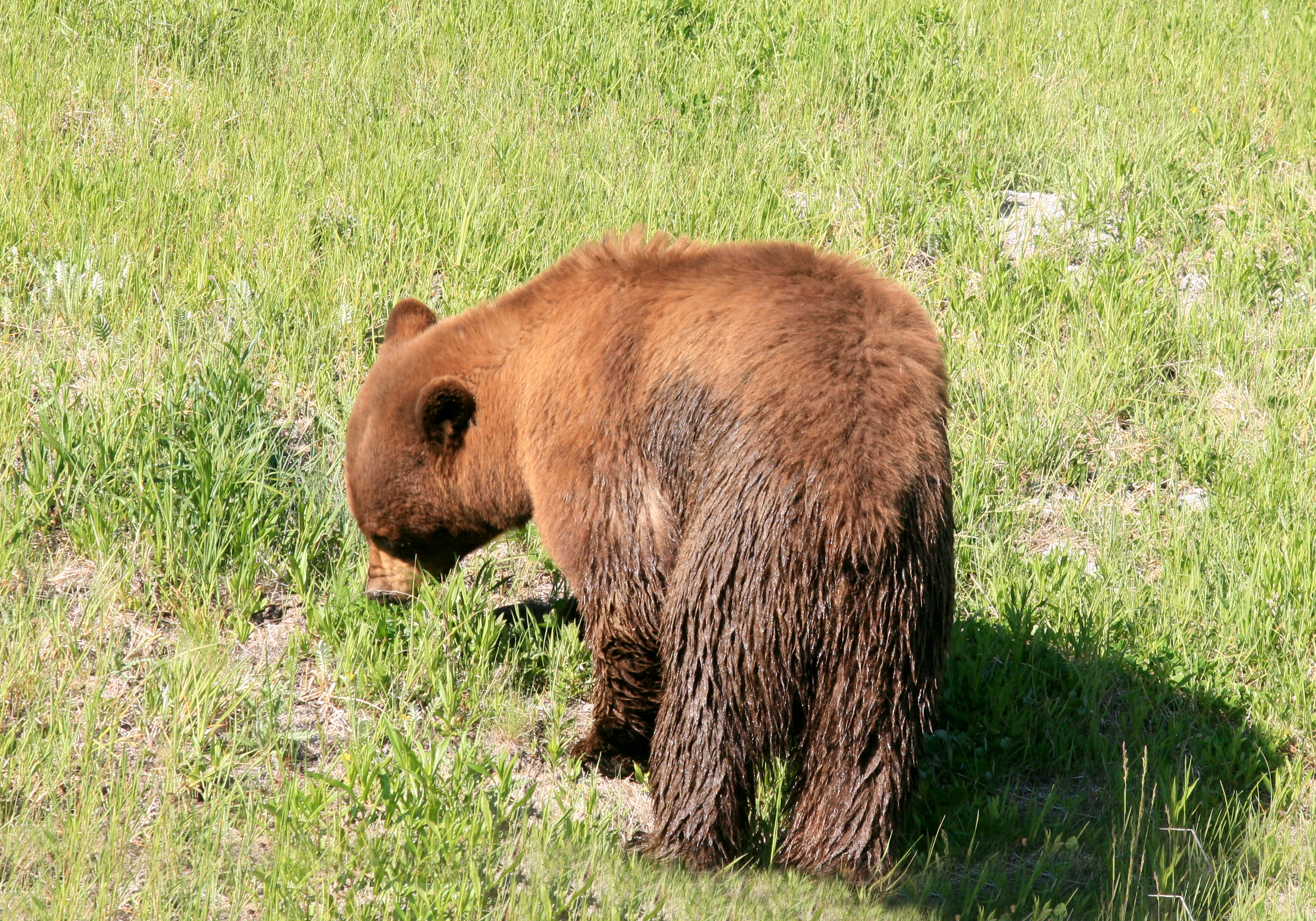
Gấu đen màu nâu quế trong công viên quốc gia Yellowstone, Hoa Kỳ

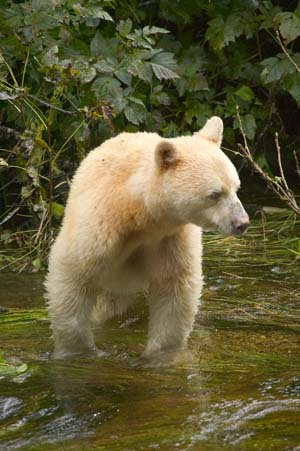
Gấu đen Kermode lông trắng

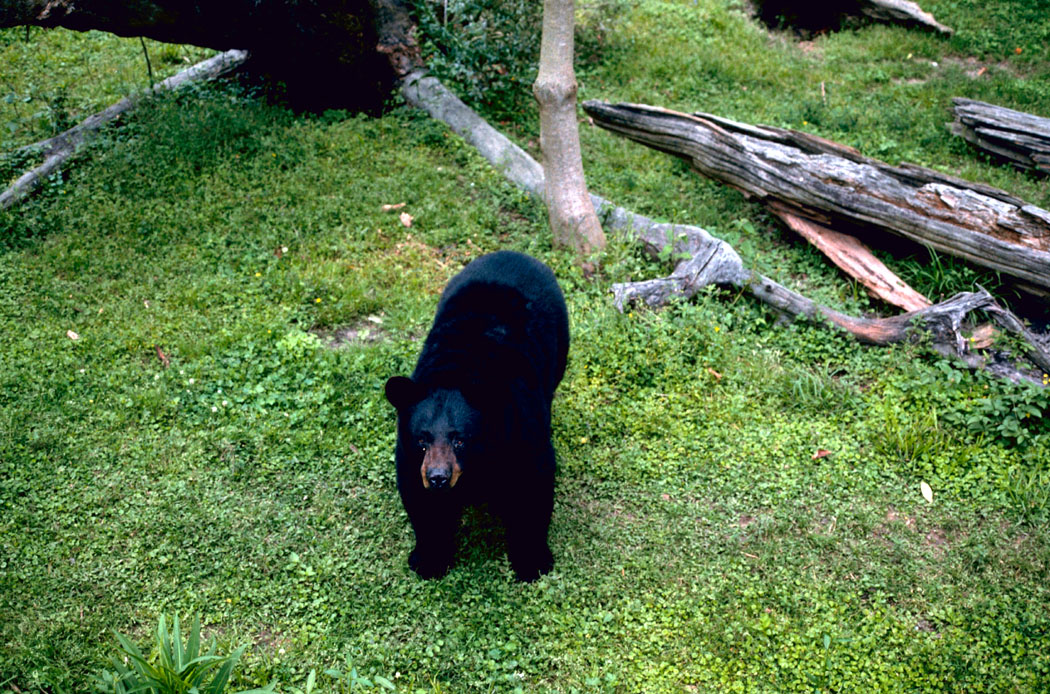
Gấu đen Louisiana

## Mô tả

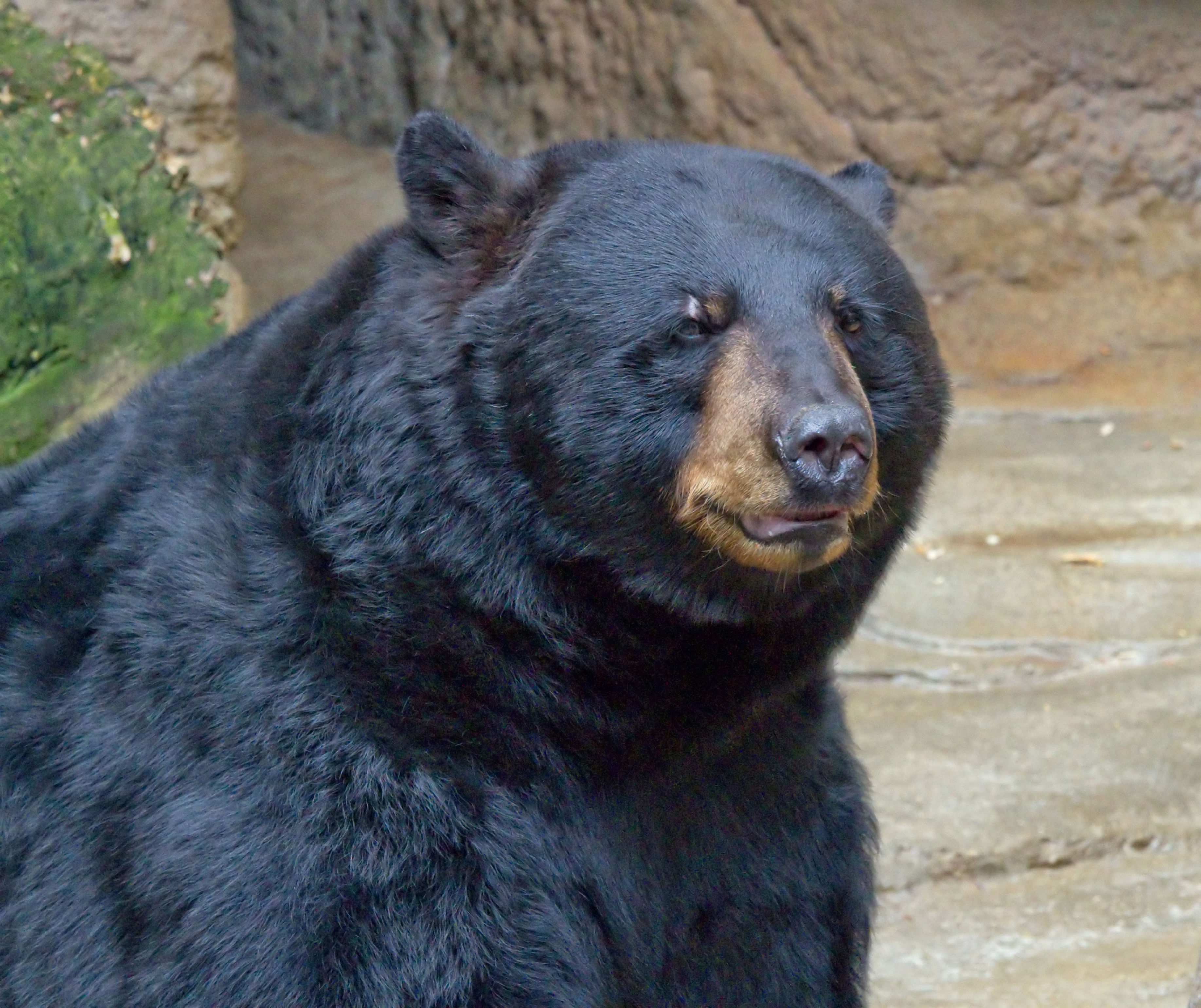
Đầu và cổ gấu đen

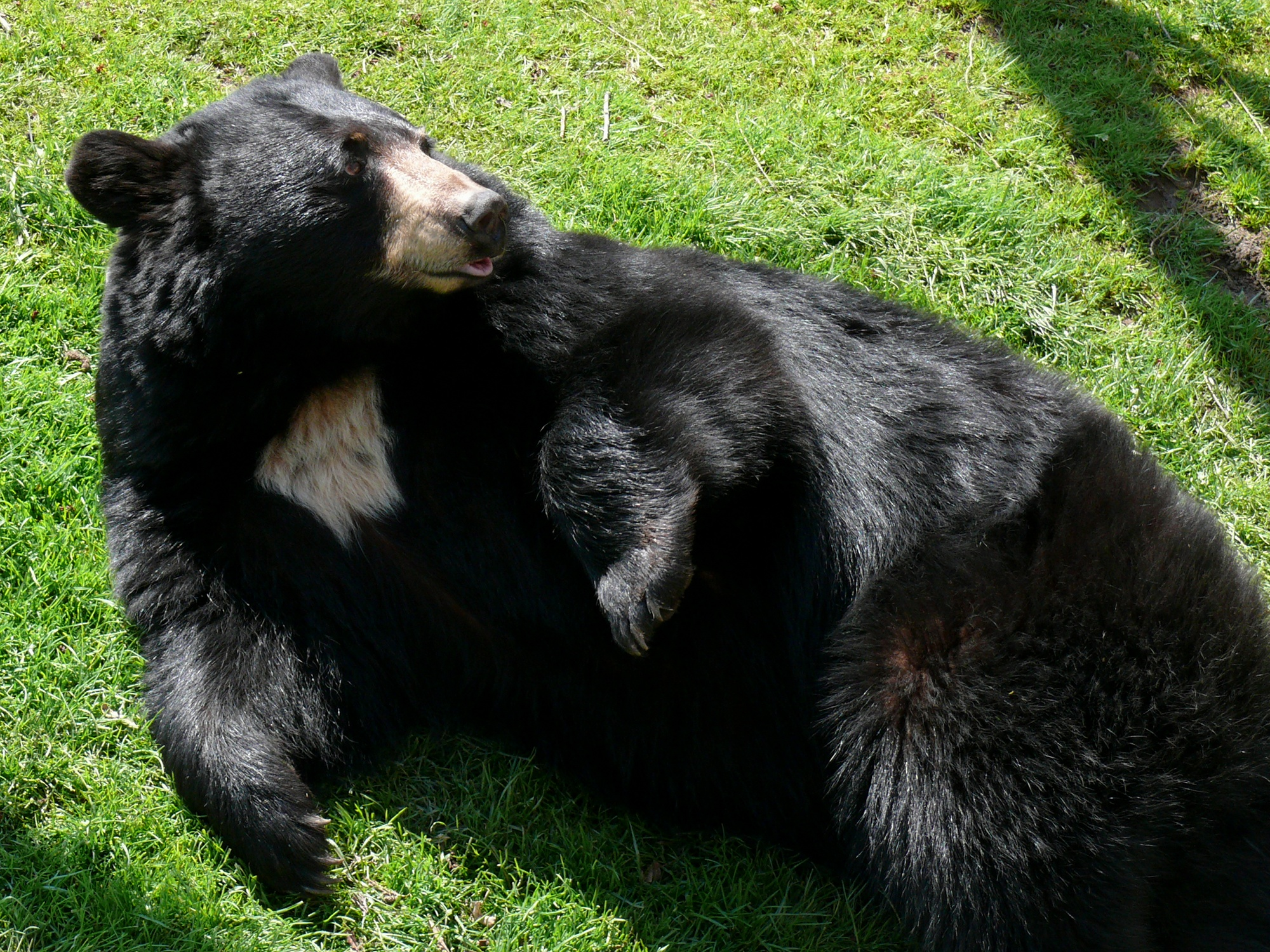
Gấu đen với khoảng trắng dưới cằm giống như của gấu ngựa. Vành trắng này có mặt ở hầu hết gấu ngựa, nhưng chỉ có ở 25% gấu đen

### Đặc điểm cơ thể

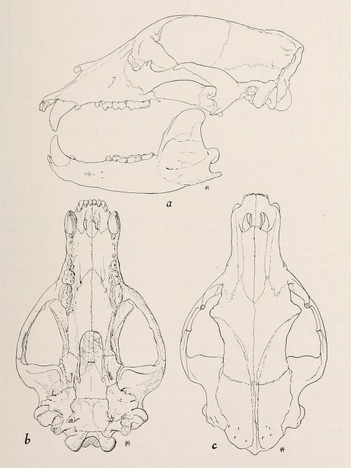
Hộp sọ gấu đen

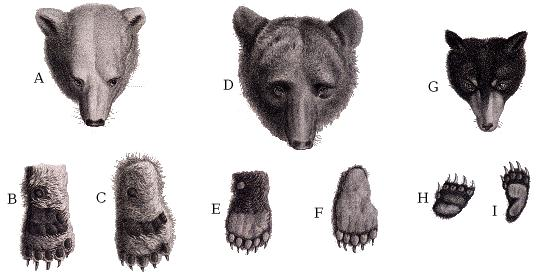
Khác biệt về hình dạng đầu, bàn chân trước và sau của gấu trắng Bắc Cực (A, B, C), gấu nâu (D, E, F) và gấu đen (G, H, I)

### Lối sống

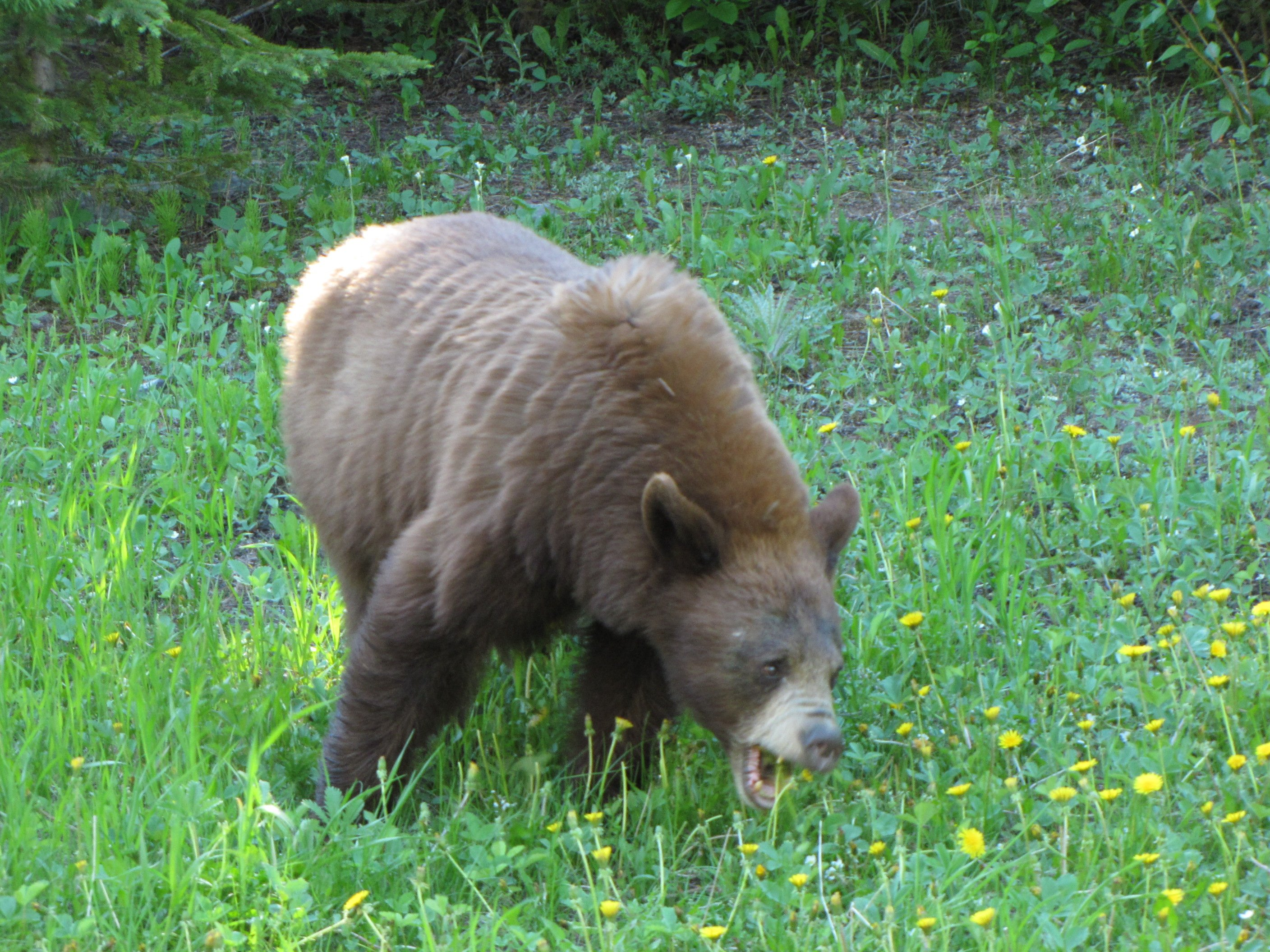
Gấu đen màu nâu quế

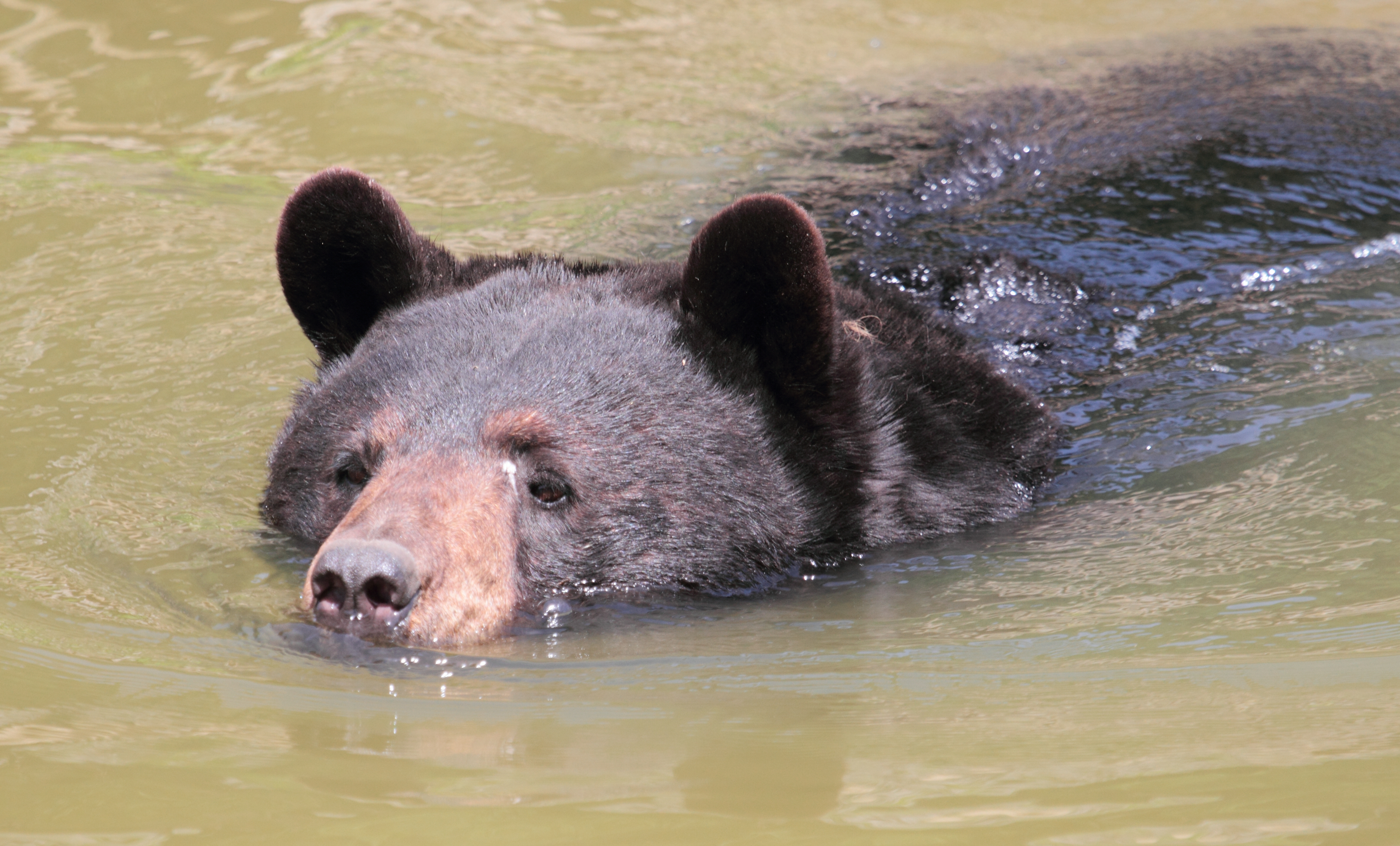
Một con gấu đen đang bơi

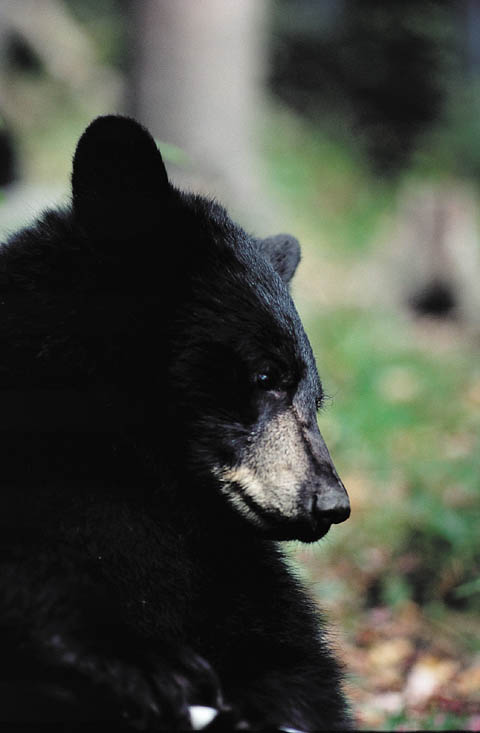
Khuôn mặt gấu đen (nhìn nghiêng)

### Ngủ đông

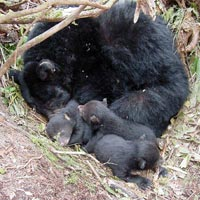
Gấu mẹ và gấu con ngủ đông

### Chế độ ăn uống

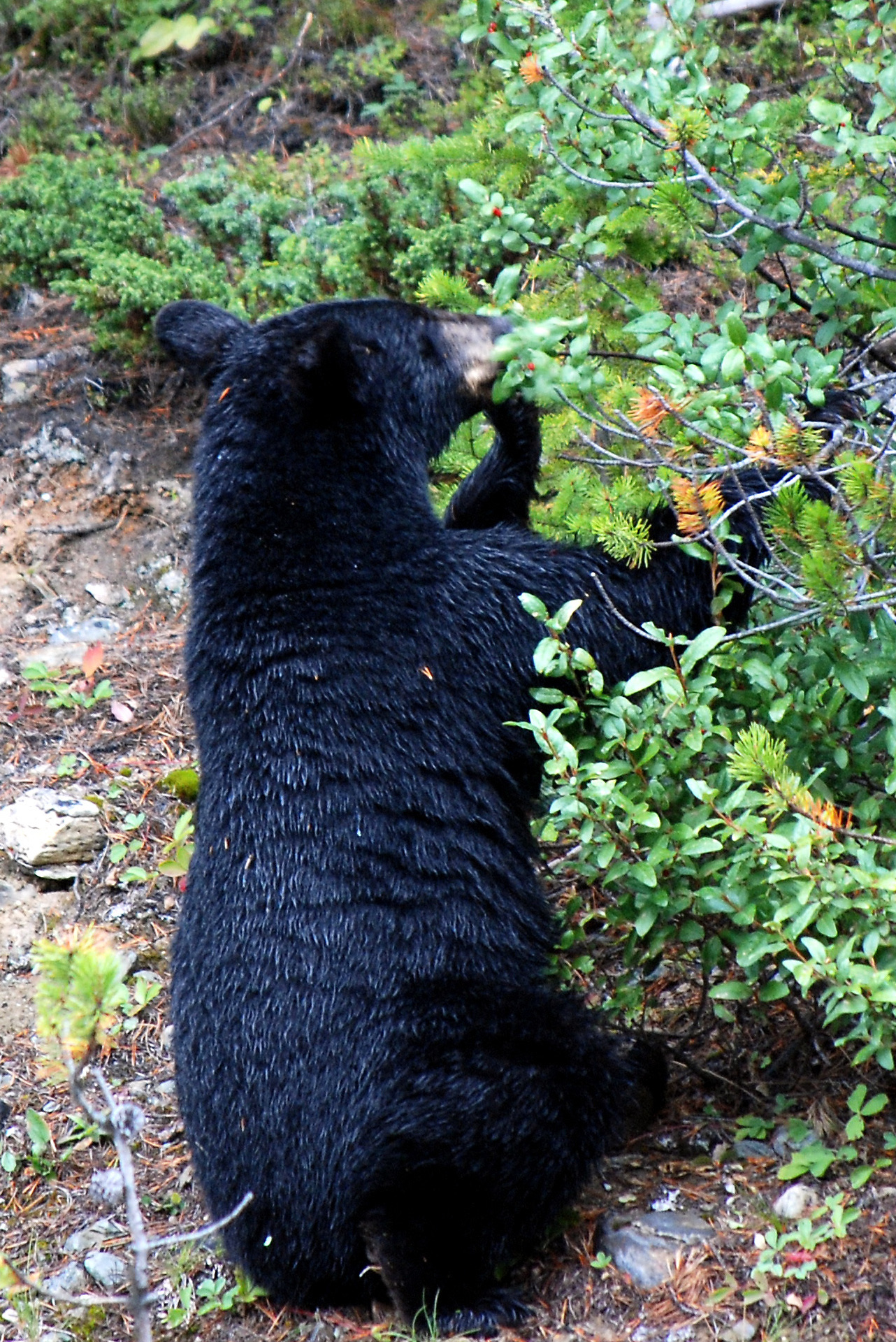
Gấu đen kiếm ăn ở bụi cây

## Phân loại và tiến hóa